# Saint-Félix (Lot)
Saint-Félix ist eine französische Gemeinde mit 523 Einwohnern (Stand 1. Januar 2022) im Département Lot in der Region Okzitanien. Sie gehört zum Arrondissement Figeac und zum Kanton Figeac-2.
Nachbargemeinden sind Saint-Jean-Mirabel im Norden, Felzins im Osten, Lentillac-Saint-Blaise im Süden und Lunan im Westen.
Durch den Ort verläuft das 20 km lange Abschnitt des französischen Jakobswegs Via Podiensis von Montredon nach Figeac.

## Bevölkerungsentwicklung
| Jahr      | 1962 | 1968 | 1975 | 1982 | 1990 | 1999 | 2008 | 2018 |
| --------- | ---- | ---- | ---- | ---- | ---- | ---- | ---- | ---- |
| Einwohner | 202  | 207  | 225  | 269  | 268  | 280  | 432  | 529  |